# Лукреции
Лукре́ции (лат. Lucretii) — римский род, первоначально патрицианский. Позднее в роду встречаются и плебейские семьи. Лукреции были одним из наиболее древних родов. Жена Нумы Помпилия носила имя Лукреция.

## Происхождение
Род Лукрециев имеет этрусское происхождение. Родовое имя, возможно, происходит от латинского слова «lucrum» — «прибыль, выгода».

## Родовые имена
Патрицианские представители Лукрециев предпочитали использовать преномены Луций, Спурий, Квинт, Публий, а также редко используемые Гост и Опитер.
В среде плебейских Лукрециев использовались преномены Луций, Марк, Спурий, Квинт. Встречаются преномены Гай, Гней, Тит.

## Ветви рода
К патрицианским Лукрециям относится семья Триципитин. Среди плебейских Лукрециев известны семьи Галл, Офелла, Веспиллон.

## Представители рода
- Спурий Лукреций Триципитин — римский политический деятель конца VI века до н. э. Являлся отцом знаменитой Лукреции;
- Лукреция — жена римского патриция Тарквиния Коллатина и дочь консула Спурия Лукреция Триципитина. Была изнасилована сыном Тарквиния Гордого, следствием чего стало восстание, падение Тарквиниев и установление республики в Риме;
- Луций Лукреций Триципитин — римский политический деятель сер. V века до н. э. В 462 до н. э. разбил армию вольсков;
- Марк Лукреций — плебейский трибун в 210 году. В этой должности в ходе споров о назначении диктатора запросил мнения сенаторов, постановивших действующему консулу Марку Валерию обратиться к центуриатному народному собранию, но тот волю сената проигнорировал[1];
- Марк Лукреций — так же, как и предыдущий, являлся народным трибуном (в 172 до н. э.);
- Лукреций Веспиллон (ум. после 133 до н. э.), плебейский эдил 133 года до н. э[2][3][4]. Первый носитель когномена «Веспиллон»;
- Квинт Лукреций Офелла (ум. 81 до н. э.), римский полководец. В 82 году до н. э. по приказу Суллы осаждал Гая Мария Младшего в Пренесте;
- Квинт Лукреций (130/127—82/81 до н. э.), проскрипт, погибший в ходе сулланского террора[5]. Отец консула 19 года до н. э[6].;
- Марк Лукреций (ум. после 70 до н. э.), сенатор, один из судей по делу Верреса в 70 году до н. э[7][8][9].;
- Тит Лукреций Кар (ок. 99—55 до н. э.), римский поэт и философ. Считается одним из ярчайших приверженцев атомистического материализма, последователем учения Эпикура;
- Квинт Лукреций Веспиллон (I в. до н. э.), оптимат, близкий друг Гая Кассия Лонгина. В июне 54 года до н. э. обвинил Ливия Друза в преварикации (сговоре со стороной обвинения в ходе судопроизводства), но тот был оправдан[10][11]. В начале гражданской войны вместе со всадником Аттием Пелигном занял Сульмон, близ Корфиния, гарнизоном в 7 когорт[12][13], но из-за предательства пленён Марком Антонием[14][15][16][17][18][19][20];
- Квинт Лукреций Веспиллон (ум. после 19 до н. э.), ординарный консул Римской империи в 19 году до н. э. Возможно, идентичен предыдущему[5].